# 錦町 (栃木市)
錦町（にしきちょう）は、栃木県栃木市の地名。郵便番号は328-0017。
　

## 地理
栃木地区中部に位置し、東は嘉右衛門町・泉町・万町、西は箱森町、南は入舟町、北は小平町と接している。

## 世帯数と人口
2017年（平成29年）8月31日現在の世帯数と人口は以下の通りである。
| 町丁 | 世帯数  | 人口  |
| ---- | ------- | ----- |
| 錦町 | 240世帯 | 563人 |

## 施設
公共
- ペアーレとちぎ

## 交通

### バス
栃木市営生活バス
■星野御岳山線・■出流観音線
- 栃木高校入口 - 永島前

### 道路
市道
- 鍋山街道

## 小・中学校の学区
市立小・中学校に通う場合、学区は以下の通りとなる。
| 番地 | 小学校                 | 中学校               |
| ---- | ---------------------- | -------------------- |
| 全域 | 栃木市立栃木中央小学校 | 栃木市立栃木東中学校 |